# Asha Puthli
Asha Puthli (Mumbai, 4 febbraio 1945) è una cantante e attrice indiana.

## Biografia
Conosciuta soprattutto per la sua partecipazione all'album Science Fiction del jazzista Ornette Coleman, la Puthli ha registrato dieci album da solista per etichette quali EMI, Sony e RCA.
Vanta la collaborazione con alcuni dei più importanti produttori musicali tra cui Del Newman (che ha lavorato tra gli altri con Elton John e Cat Stevens) e Teo Macero (produttore di Miles Davis e Vernon Reid). È anche produttrice e scrittrice di testi musicali.
In Italia è stata la vedette musicale fissa del programma Non stop e super ospite al Festival di Sanremo 1978, cantando il suo successo The Devil Is Loose.

## Discografia

### Album
- Asha Puthli (CBS) - 1973
- She Loves to Hear the Music (CBS) - 1974
- The Devil is Loose (CBS) - 1976
- Asha L'Indiana (TK Records) - 1979
- 1001 Nights of Love (Polygram) - 1980
- I'm Going to Kill It Tonight (Autobahn) - 1981
- Only the Headaches Remain (Polygram) - 1982
- Asha: The New Beat of Nostalgia (Top of the World Records) - 1998
- Lost (Kyrone GP) - 2009
- ‘’Je crois c’est ca l’amour’’ (MKMM) - 2021

### EP
- Angel Of The Morning/Sound Of Silence/Sunny/Fever (Columbia – ECHK 607) - 1968

### Singoli
- Love/I Am A Song (Sing Me) (CBS, S CBS 1910) - 1973 (promo)
- Right Down Here/I Dig Love (CBS, CBS 2203) - 1974 (Germania)
- One Night Affair/Sally Go Round The Roses (CBS, CBS S 2415) - 1974
- The Devil Is Loose/Space Talk (CBS, CBS 4623) - 1976
- Jealousy/Jealousy (Instrumental Version) (Eurovox, VOX 8039) - 1977
- I'm Gonna Dance/Good Night (CBS, CBS 6124) - 1978
- Mr. Moonlight/I'll See You Around (CBS, CBS 6512) - 197
- Lay A Little Love/1001 Nights Of Love (Autobahn Records, 6830 314) - 1979
- I'm Gonna Dance/Music Machine (Dedication To Studio 54) (T.K. Disco, 138) - 1979 (U.S.)
- The Whip/Latin Lover (Autobahn Records – 6198 281) - 1979 (Germania)
- The Whip/Sound of Money (CBS, CBS 7330) - 1979  (Italia)
- I'm Gonna Kill It Tonight/How I Feel (Autobahn Records – 6005 027) - 1980
- Love Song Of A Divorced Woman/My Love Won't Let You Dawn (Carrere – 49.805) - 1981
- Fall Out Dust/We're Gonna Bury The Rock With The Roll Tonight (Vertigo – 6005 177) - 1981
- Right Down Here/Space Talk (Jazzman – JM.054) - 2007

### Partecipazioni
- Science Fiction - Ornette Coleman (Columbia) - 1971
- Mirror - Charlie Mariano (Atlantic) - 1972
- Squadra Antigangsters (Cinevox), colonna sonora - 1979
- Easily Slip into Another World - Henry Threadgill (Novus) - 1989
- Loft Classics XII - Various Artists (Loft Classics) - 1995
- Groovy Vol 1: A Collection of Rare Jazzy Club Tracks - Artisti vari (Irma), raccolta - 1996
- Groovy Vol 2: A Collection of Rare Jazzy Club Tracks - Artisti vari (Irma), raccolta - 1997
- Export Quality - Dum Dum Project (Times Square / Groovy) - 2001
- Walking on Music - Various Artists (Corona), raccolta - 2001
- Psychedelic Jazz and Soul from the Atlantic and Warner Vaults - Artisti vari (Warner, Regno Unito), raccolta - 2001
- Mpath - Wanderer - Gardner Cole (Triloka) - 2003
- Accarezzami - Fausto Papetti - 2003
- Chillout in Ibiza, Vol. 5 - Artisti vari (Smart), raccolta - 2003
- The Karma Collection (Ministry of Sound), artisti vari - raccolta - 2003
- Asana Vol 3: Peaceful Heart - Bill Laswell (Meta) - 2003
- The Trip - Tom Middleton, Artisti vari (Family Recordings), raccolta - 2004
- Fear of Magnetism - Stratus (Klein) - 2005
- Asana OHM Shanti - Bill Laswell (Meta) - 2006
- Cosmic Dancer - Voyage Three - Artisti vari (Cosmic Dancer), raccolta - 2006

## Filmografia
- Selvaggi (Savages), regia di James Ivory  (1972)
- Squadra antigangsters, regia di Bruno Corbucci (1979)
- Maiya, regia di Anil (2017)